# Ziyar-Minarett
Das Ziyar-Minarett (persisch مناره زیار Menare Ziyar, IPA:  [mɛnɑɾɛ zijɑɾ]) ist ein historisches Minarett in der iranischen Provinz Isfahan. Das Minarett befindet sich 33 km östlich der Stadt Isfahan in der Nähe des Dorfs Ziyar am südlichen Ufer des Zayandeh Rud. Es ist mit 51 Metern Höhe das zweithöchste historische Minarett in der Provinz Isfahan nach dem Sarban-Minarett und das einzige dreistöckige Minarett in der Provinz, dessen Höhe im Laufe der Zeit nicht verringert wurde. Das Baudatum wird in seinen Kufi-Inschriften nicht erwähnt, aber wegen seiner Ähnlichkeit mit den Minaretten aus der Seldschuken-Ära setzt man die Bauzeit im 12. Jahrhundert an. Die türkisen Keramikfliesen an der Krone des Minaretts stammen aus der Zeit der Seldschuken.
Das spiralförmige Treppenhaus des Minaretts besteht noch und kann bestiegen werden. Vom dritten Stock aus kann die Barssian-Moschee und das Barssian-Minarett überblickt werden.